# Tržaški zaliv
Tržáški zalív (italijansko Golfo di Trieste, hrvaško Tršćanski zaljev) je plitev zaliv v skrajnem severnem delu Jadranskega morja, v Beneškem zalivu, ki si ga delijo Italija, Slovenija in Hrvaška. Približno dve tretjini zaliva pripadata Italiji, ena tretjina pa je spadala k nekdanji Jugoslaviji, in sicer severni predel do vključno savudrijskih solin Sloveniji, južni del pa Hrvaški. Po razpadu Jugoslavije, ki notranjih morskih vod in teritorialnega morja ni imela razmejenega med republike, je bila pomorska meja med Slovenijo in Hrvaško zavezujoče določena z razsodbo arbitražnega tribunala leta 2017. Slovenija in Hrvaška, zaradi nasprotovanja slednje, meje še nista dokončno implementirali. Trenutno potekajo diplomatska pogajanja glede dokončne rešitve v zvezi z implementacijo razsodbe. 
Največje mesto ob zalivu je Trst, ki se nahaja na severovzhodni obali. Ostala urbana središča so Tržič, Devin in Milje v Italiji, v Sloveniji pa Koper, Izola in Piran. Hrvaški del obale nima večjih naselij.

## Obala
Tržaški zalív je na jugu omejen z 21 km dolgo navidezno črto med Gradežem na italijanski in Savudrijo na hrvaški obali, površina je okrog 550 km², povprečna globina 16 m, najglobja točka (pred Piranom) pa 37 metrov. Zahodna obala je nizka in peščena, z mnogimi skalnatimi otočki (trécami, it. trezze), vse do Pancana/Monfalcone (v Tržiškem zalivu; it. Golfo/Baia di Panzano). Severovzhodna obala, od izliva reke Timave dalje, predstavlja skrajni rob kraške planote, ki objema mesto Trst in njegovo mestno nabrežje ter se nato razčleni v Miljski (it. Baia di Muggia), Koprski in Piranski zaliv. 
Na številnih predelih obale so urejeni krajinski parki, naravni rezervati in označeni biotopi. Najpomembnejši so od Gradeža proti Savudriji: Naravni rezervat Valle Cavanata, Naravni rezervat Izliv Soče, Naravni rezervat Devinske stene, Morski rezervat Miramar, Naravni rezervat doline Glinščice,  naravna spomenika Rt Madona in Debeli rtič, Krajinski park Strunjan in krajinski park Sečoveljske soline.
Na italijanski strani Tržaškega zaliva pritekajo v morje reke Soča (Isonzo), Timava (Timavo) in Glinščica (Rosandra), na slovenski Rižana in Dragonja, po kateri poteka del državne meje s Hrvaško.

## Voda
Morski tok prihaja v Tržaški zaliv iz dalmatinskih voda, obide istrsko obalo, nato se obrne proti zahodu in steka navzdol ob italijanski obali. Njegova povprečna hitrost je 0,8 vozla. Temperatura površinske vode je poleti okoli  25°C, obdobno do 28°C, pozimi pade pod 8°C in celo do 4°C. 
Zaradi donosa sladke vode alpskih rek je povprečna slanost vode v Tržaškem zalivu le 35 promilov, medtem ko je v južnem Jadranu okoli 37-38‰.
Povprečna višina morske gladine v Tržaškem zalivu  niha za 5 cm letno. V zadnjem stoletju je narasla za 13,2 cm, kar je vsekakor manj od povprečnega povišanja oceanov. 

## Bibavica in seš
Na obalah severnega Jadrana se bibavica normalno pojavlja z dvema plimama in dvema osekama. V Tržaškem zalivu ima sicer največjo amplitudo (višinsko razliko med plimo in oseko) vsega Jadranskega morja, ki pa kljub temu navadno ni večja od 90 cm, razen v izjemnih pogojih (nizek zračni tlak ob plimi ter daljše obdobje juga).  
Astronomska bibavica, to je nihanje vode, ki ga povzroča razmerje Zemlja-Luna-Sonce, ima najbolj opazne razlike med plimo in oseko predvsem v severnih predelih Jadrana zaradi oddaljenosti od Sredozemskih voda in tudi zaradi sorazmerno nizke globine.  Bibavična amplituda je ob mlaju in ščipu največja, medtem ko je pri prvem in zadnjem krajcu meseca tako skromna, da pride do ene same plime in ene oseke. 
Meteorološka bibavica, ki je odvisna predvsem od vetrov in zračnega tlaka, se da predvideti za sorazmerno kratko obdobje. Določi se z upoštevanjem sledečih dejavnikov: (a) morska gladina se dvigne za  približno 2 cm  za vsak milibar (hPa) upada zračnega tlaka - oz. se zniža za vsak milibar poviška; (b) burja povzroči znižanje morske gladine, jugo jo poviša, in sicer za približno 15 cm pri vetru z močjo 10 m/s (36 km/h).
Za plovbo po Tržaškem zalivu je velikega pomena poznanje sešev, ki so svoje vrste bibavično nihanje. Osnovni jadranski seš, ki ga povzročajo južni vetrovi, se obnavlja vsakih 21,5 ur, doseže v Trstu do pol metra amplitude in traja s postopnim umirjanjem več dni. Seš, ki ga povzroči burja, se obnavlja vsake tri do štiri ure, odvisno od moči vetra, in se razvije med Trstom in Benetkami. Ob močni burji lahko višina morske gladine med Miljami in Devinom niha z zaporedjem ene ure.
V primeru istočasne prisotnosti nizkega zračnega tlaka in močnih južnih vetrov se torej gladina Tržaškega zaliva lahko normalno dvigne do približno 130 cm nad povprečno; v nasprotnem primeru, ko visok zračni pritisk sovpade z močno burjo, se morska površina zniža do približno 60 cm pod povprečnim nivojem.

## Visoka voda
Ena od posledic nihanja morske gladine je tako imenovana visoka voda v vsem Tržaškem zalivu in v Beneški laguni. To izredno višanje morskega nivoja se pojavlja, ko meteorološka plima (nizek zračni tlak, močan jugo, visok jadranski seš) sovpade z astronomsko plimo in tako voda lahko doseže višino do dveh metrov nad povprečjem. Nastanek pojava se da vnaprej določiti v mejah predvidenj za meteorološko bibavico, se pravi le kratkoročno. Višino naraščajoče vode je pa mogoče predvideti samo nekaj ur pred nastopom. 
Za preučevanje pojava visoke vode in sploh za stalno statistiko bibavic so bile ustanovljene po raznih obmorskih mestih posebne šole in opazovalnice, vendar v vsem Sredozemlju (brez Črnega morja) samo pet mest hrani podatke že vsaj 100 let, in sicer Trst (od leta 1875), Genova (1884), Marsej (1885), Benetke (1872) in Ravenna (1896). Pri slednjih dveh je treba tudi upoštevati, da gre za področje z močno subsidenco, zaradi česar so podatki relativni in včasih samo lokalno uporabni. 

## Podnebje
Obala Tržaškega zaliva je najsevernejše področje s sredozemskim podnebjem. Prehod na celinsko podnebje je opazen na obronkih Kraškega roba, kamor vpliv morja ne sega. Ta okoliščina dovoljuje, da se Trst in Koper uvrščata med jadranske plaže, medtem ko njuno zaledje že pozna ostre zime, tudi zaradi pojava burje. Posebnosti milega podnebja pridejo do izraza tudi v raznih zavarovanih področjih okoli zaliva, ki so prava počivališča za ptice selivke.
Tako je na primer zahodni del Tržaškega zaliva dom kakih 800 živalskih in rastlinskih vrst s skupnimi življenjskimi pogoji . Sem spadajo morska in kopnena bitja, ptiči in prebivalci mokrišč. Izredne razmere področja, kot so kratka poletja in mile zime, obilica sladkovodnih in morskih habitatov, peščeni predeli in močvirja, nudijo optimalne razvojne pogoje neštetim rastlinam in živalim. 
Podobno se dogaja na nasprotni strani zaliva, v krajinskem parku Sečoveljskih solin, kjer so se v zapuščenih predelih solin naselili krasni halofiti in kjer so razne vrste ptic našle prostor za gnezdišča . Omembe vreden je tudi Škocjanski zatok, prvotno predviden kot industrijska cona, ki se je prav zaradi izredno ugodnih podnebnih razmer uveljavil kot polslano mokrišče naravovarstvenega pomena .

## Gospodarstvo

### Ladjedelnice in pristaniške usluge
Glavna gospodarska panoga v Tržaškem zalivu je ladjedelništvo in pristaniška dejavnost. Zgodovinsko se je ta dvojna oblika pomorstva razvila predvsem na obrežjih Trsta in Milj, pozneje v Tržiškem (Monfalcone) zatoku, v zadnjih desetletjih še na Koprski obali. Medtem ko so miljske ladjedelnice zamrle kmalu po drugi svetovni vojni zaradi svoje odročne lege, je v Trstu postopoma zrasla Fincantieri, največja evropska ladjedelnica, ki je leta 2017 zaposlovala skoraj 20 tisoč oseb . Njena podružnica v Tržiču se je iz manjšega obrata, ki ga je leta 1907 ustanovila družina Cosulich iz Malega Lošinja, razvila do današnje ladjedelnice, ki je po obsegu najobširnejša v sklopu družbe Fincantieri (787.000 m², od katerih 252.000 pokritih), saj gradi tudi največje potniške križarke. Slovenske ladjedelnice se še ne morejo kosati s tem velikim podjetjem, vendar se njihova dejavnost konstantno spreminja iz obrtniških popravljalnic do priznanih ustvarjalnih obratov v Kopru, Izoli in Piranu .
Nasprotno je opaziti povečanje prometa v pristaniščih slovenske obale, medtem ko tržaško pristanišče počasneje viša doseženo raven uslug iz pretekle dobe. To je treba pripisati največ dejstvu, da je Luka Koper že od nastanka prostotrgovinsko pristanišče, medtem ko je Tržaško pristanišče spet doseglo določene prednosti proste luke šele v zadnjem letu. Tržaško pristanišče ima 17 terminalov, od katerih so najpomembnejši terminal SIOT transalpskega naftovoda, kontejnerski terminal za ugrez do 18 m (najgloblji v Sredozemlju) in terminal Pacorini za kavo.  Leta 2018 je bil blagovni promet Tržaškega pristanišča skupno 62.676.502 ton . Luka Koper ima 12 terminalov, od katerih sta najpomembnejša kontejnerski terminal in ro-ro terminal. Leta 2018 je bil blagovni promet Luke Koper skupno 24.048.618 ton .

### Ribištvo in ribogojstvo
Zaradi skromne vsebine hranljivih snovi je ribištvo Jadranskega morja le malo donosno, vendar je njegov severni predel (Beneški zaliv, Istrska obala, Kvarner) ena najdonosnejših con vsega Sredozemlja, saj pridobiva okoli 20 % celotnega ribolova. V Tržaškem zalivu, ki zajema večino Beneškega zaliva, so ribiči uspešni predvsem pri ulovu plave ribe. Poslužujejo se globinskih in vlečnih mrež, čeprav jih zaradi sorazmerno plitvega morja zmorejo napolniti le za tretjino. Vedno večjega gospodarskega pomena so priobalne ribogojnice in gojitve mehkužcev, predvsem klapavic in kočic.
To se pokaže tudi v statistikah: na ozemlju Furlanije – Julijske krajine je leta 2014 bilo 560 podjetij, ki se je na kak način bavilo z ribolovom in predelovanjem rib, na ozemlju Benečije pa jih je bilo kar 3669. Statistika za leto 2016 prinaša podatke samo za ribogojnice, kar ne upošteva podjetij, ki se bavijo s predelavo, prevozom in prodajo rib, in sicer 86 podjetij  na ozemlju Furlanije – Julijske krajine in 1461 v Benečiji. Gojenje mehkužcev, ki je bilo v preteklem desetletju izredno donosno, je v zadnjih letih doživelo strmo upadanje vrednosti zaradi neugodnih vremenskih razmer v gojiščih klapavic. Tako je leta 2007 Furlanija – Julijska krajina proizvedla 3200 ton klapavic in 630 ton japonskih kočic (imenovanih tudi filipinske vongole), leta 2016 pa 2100 ton klapavic in 1700 ton kočic. 
Statistike za Slovensko Primorje upoštevajo 9 podjetij, ki se na kak način ukvarjajo z ribolovom in predelavo morskih rib in to število se v zadnjih 10 letih ni spremenilo, v nasprotstvu z naglo naraščajočim številom podjetij za sladkovodne ribe, ki jih je bilo leta 2015 kar 68. Po poročilu SURS za leto 2012, je bilo namenjenih 18000 kubikov morske vode in 47 hektarjev obale za ribogojstvo in rejo mehkužcev. Leta 2015 je bilo vzgojenih 573 ton klapavic in 58 ton morskih rib.  Razen klapavic se v treh območjih gojišč školjk v slovenskem morju - pri Debelem rtiču, v Strunjanskem zalivu in zalivu v Seči – gojijo tudi japonske kočice in občasno tudi užitne ostrige ,

### Turizem
Gospodarsko donosna panoga na ozemlju Tržaškega zaliva je tudi turizem. Poleg tradicionalnega turizma je dobro razvit ekoturizem, ki postavlja v prvo vrsto ekološke prvine nekaterih krajev. Nudi na primer ogled uradno potrjenih ekoloških farm, hlevov in posestev, pa tudi obisk dostopnih odsekov izbranih prehrambenih industrij, recimo pršutarn. Priljubljen je »nabiralni« turizem, ko so turisti vabljeni na sodelovanje pri trgatvi, pobiranju kostanja ali jabolk. Upada klasični elitni turizem, ki je potreboval hotele višje kategorije. Nasprotno vedno bolje uspeva kvalitetno gostinstvo in specializiran agriturizem.

### Ostale gospodarske dejavnosti
Blizu meje s Hrvaško se nahajajo starodavne Sečoveljske soline, ki so bile včasih velikega pomena za lokalno gospodarstvo, saj so oskrbovale s soljo obširno zaledje. Zavezniki Pirana in ostalih istrskih proizvajalcev soli so bili Miljčani, čigar soline so mejile na tržaške, in prav zaradi teh solin se je v petnajstem stoletju med Miljami in Trstom vnela dolgoletna vojna. Prepiri in vojne so se v presledkih nadaljevali vse do 19. stoletja, saj so za sporom stali na eni strani Benečani, na drugi Avstrijci. Končno so bile zaprte najprej miljske, zatem še tržaške  soline (1829). Koprske soline so uspešno delovale do leta 1870, zapuščene so bile leta 1918 in bonificirane v letih 1932-36. Piranske soline (pri Sečovljah, Strunjanu in Luciji) so iz občinske prešle v avstrijsko državno last leta 1896. Na solnem polju Fontanigge v Sečoveljskih solinah se je proizvodnja izvajala do leta 1976 (danes proizvodnja soli poteka po modernejšem postopku zgolj na delu solnega polja Lera), tradicionalno pa še v Strunjanskih solinah. Nekdanje soline v Luciji so spremenjene v marino. Gospodarski pomen nekdanjega »belega zlata« je danes samo še zanimivost. 
Pod dnom Tržaškega zaliva naj bi bilo ležišče nafte in zemeljskega plina, ki se pa še ne izkorišča 

## Onesnaženje
Vode Tržaškega zaliva so v veliki meri onesnažene z odpadki živosrebrne rude, ki jih donaša reka Soča oziroma njen pritok Idrijca, kamor so jih odlagali pred zaprtjem Idrijskega rudnika . 
Razen tega je zaliv onesnažen tudi z industrijskimi odpadki in z odpadnimi vodami. Zaradi relativne plitkosti zaliva so v precejšnji meri škodljivi tudi odpadki turističnih jaht in predvsem čiščenje rezervoarjev večjih tankerjev, ki se opravlja tudi sorazmerno daleč od obale.